# طريق بورما (فلسطين المحتلة)

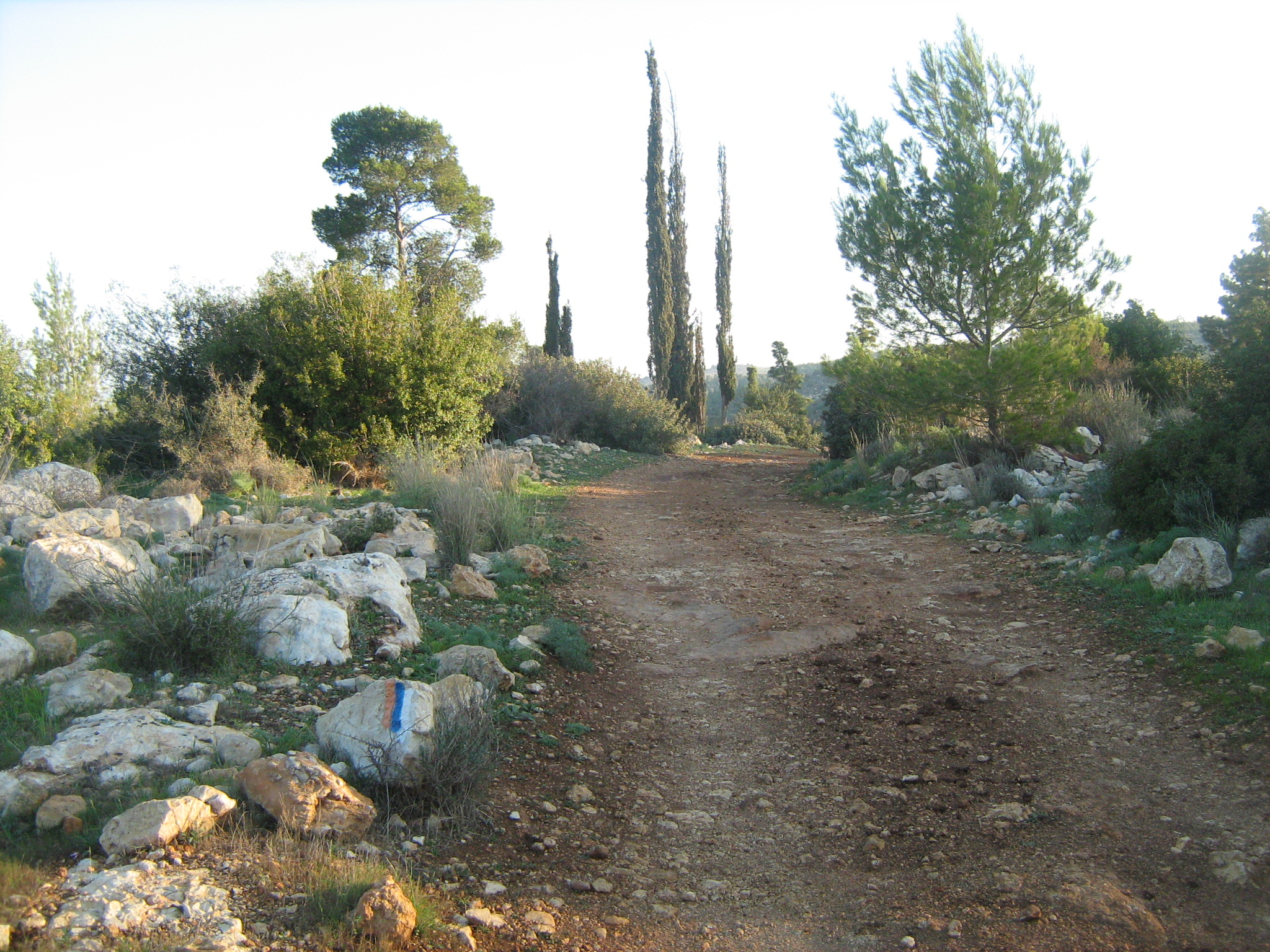
طريق بورما

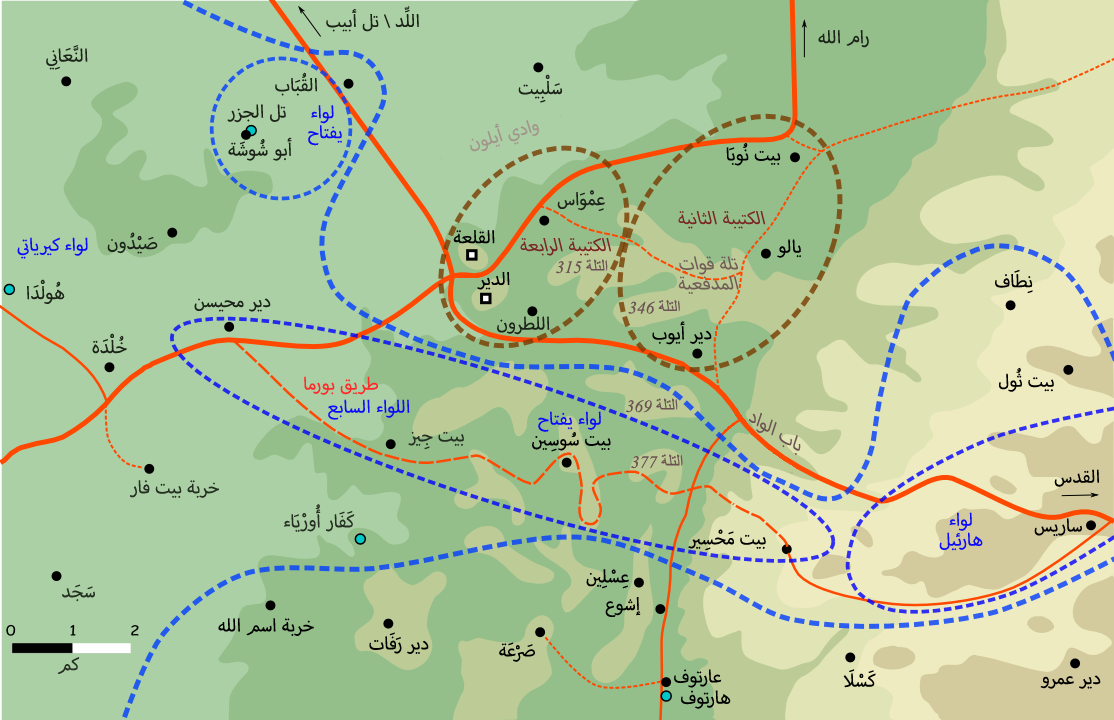
خريطة لمنطقة اللطرون حوالي 11 يونيو 1948م. يحتل الإسرائيليون الجانب الغربي من مدينة القدس، وخط مواجهتهم مع العرب يقع شرقي منطقتهم. جرى بناء طريق بورما جنوب الطريق القديم الذي كان مستخدمًا قبل الحرب والواصل بين القدس والساحل الفلسطيني، وذلك لتجاوز الأردنيين الذين كانوا يسيطرون على المنطقة المحيطة باللطرون.

طريق بورما (بالعبرية: דרך בורמה) هو طريق التِفَافِيّ مؤقت بناه الإسرائيليون في فلسطين المحتلة، وهو يصل بين كيبوتس هولدا ومدينة القدس، وجرى بناؤه تحت إشراف الجنرال ميكي ماركوس أثناء حصار الجزء المحتل من القدس سنة 1948م. وسُمِّي طريق بورما بذلك نسبةً إلى طريق بورما الصيني.

## التاريخ
خلال المرحلة الأولى من حرب فلسطين 1948م (من 29 نوفمبر 1947م حتى 15 مايو 1948م)، سيطرت القوات العربية على التِّلَال المُطِلَّة على الطريق المؤدي إلى مدينة القدس (الطريق السريع 1)، وهو يقع بين منطقتَيْ باب الواد والقسطل. وكان هذا الطريق يمثل خط الاتصال الوحيد لمدينة القدس مع الساحل الفلسطيني، وأدت السيطرة العربية على التلال المطلة عليه إلى حصار المستوطنين اليهود في مدينة القدس، حيث تَعَرَّضَت المَرْكَبَات التي كانت تحاول عبور الطريق لإطلاق نار شديد من القوات العربية. وتَكَبَّدَت قوافل إمدادات الطعام والسلاح واللوازم الطبية التي أَرْسَلَهَا اليشوف خسائر فادحة، وفي غالب الأحيان كان لا تَتَمَكَّن من الوصول إلى المدينة.
في 15 مايو 1948م، انْسَحَبَت القوات البريطانية من دير اللطرون وكذلك قلعة الشرطة التي كانت تُهَيْمِن على طريق القدس ومنعت الإمدادت من الوصول إليها. وبمجرد انسحاب القوات البريطانية، استحوذت قوات البلماح التابعة للواء هارئيل على منطقة اللطرون مباشرة. ولكن في ليلة 18 مايو، اسْتَوْلَتْ قوات الجيش العربي ذات القيادة البريطانية والتابعة للأردن على اللطرون، وفَشِلَت المحاولات الإسرائيلية اللاحقة في استعادتها.
وأدَّت حاجة المستوطنين اليهود في القدس إلى الإمدادات إلى إضعاف الاحتلال اليهودي داخل المدينة بشكل شديد الوطأة. وقد وَصَلَت كمية قليلة من الإمدادات -الذخائر في الغالب- إلى المدينة باستخدام الطائرات، ولكن النقص في الطعام والماء والوقود والمستلزمات الطبية كان حادًّا. وخافت القيادة اليهودية -بزعامة ديفيد بن غوريون- من استسلام المستوطنين اليهود في المدينة للجيش العربي، وبدأ البحث عن وسيلة لتجاوز الحصار العربي.

## البناء

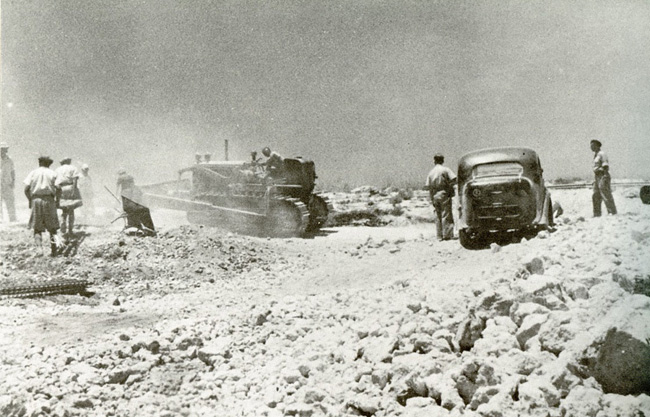
بناء طريق بورما

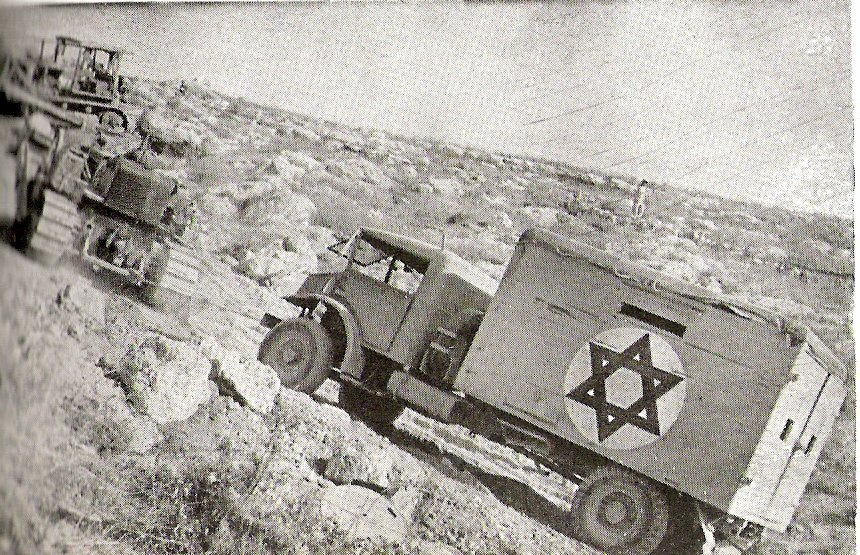
جرافة تجر شاحنة على طريق بورما، يونيو 1948م

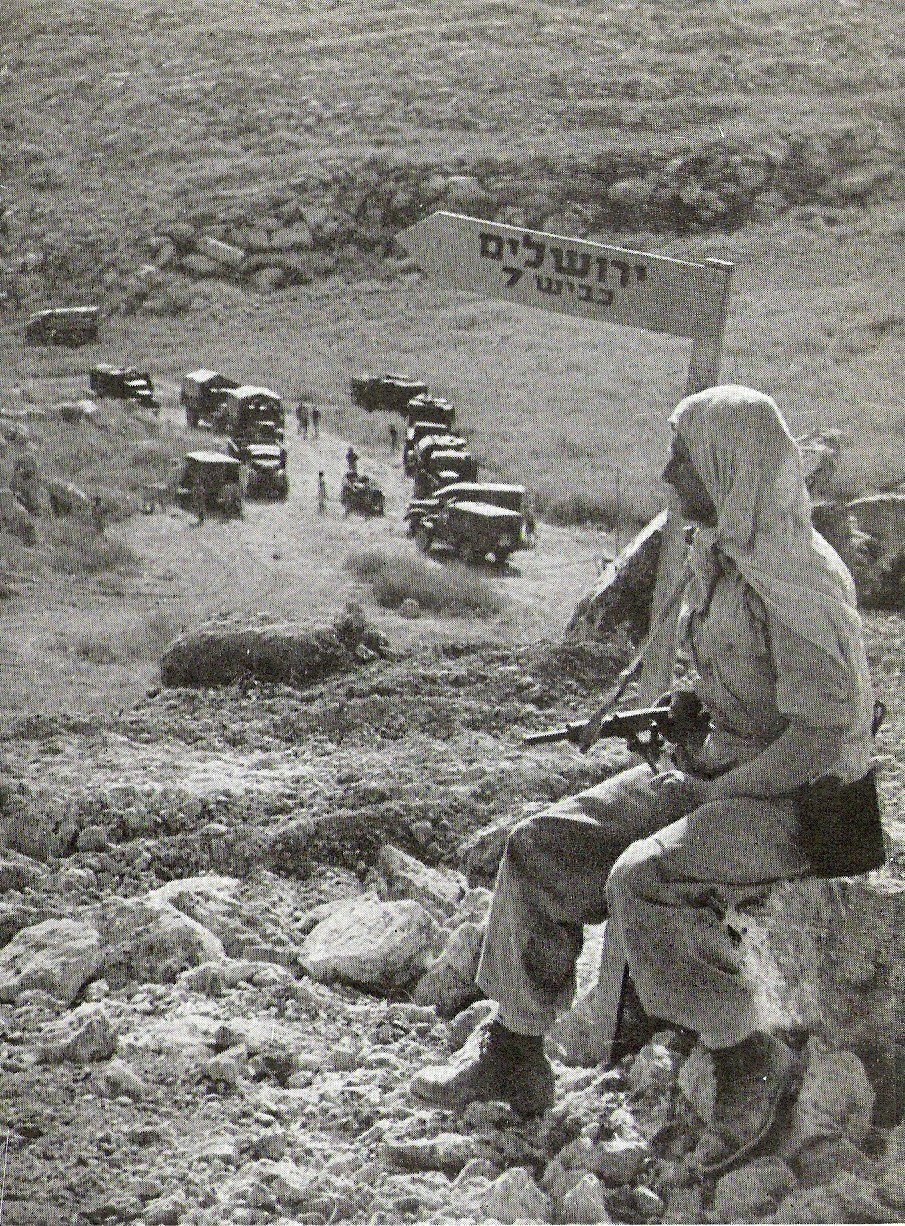
قافلة إمدادات في طريق بورما، 1948م

ينطلق الطريق ابتداءًا من شرق قرية دير مُحَيْسِن تقريبًا، مرورًا بِقَرْيَتَيْ بيت جِيز وبيت سُوسِين، ثم يعبر الشارع المعروف حاليًّا باسم الطريق السريع رقم 38. ومن هناك يذهب صُعُودًا إلى قَرْيَتَيْ بيت محسير وساريس، بعدها يَتِّصِل مع طريق القدس القديم، وهو طريق واصل بين القدس والساحل الفلسطيني، كان مستخدمًا قديمًا ولكن جرى إبداله بطريق القدس الجديد الذي كان يُهَيْمِن عليه العرب ساعتها.
بالرغم من فَشَل العديد من المحاولات الإسرائيلية في استعادة اللطرون من الجيش العربي، إلا أن العديد من الأجزاء المحيطة بالطريق كانت قد أُفْرِغَتْ من القناصة بحلول نهاية شهر مايو. وارتأى جاك بار (Jaques Bar) أنه من الممكن تجنُّب النيران القادمة من الجنود الأردنيين المتواجدين في قلعة اللطرون والذين كانوا يمتلكون مدافعًا من نوع 25-رطل سريعة الإطلاق، وذلك من خلال بناء طريق آخر بعيد عن نطاق تلك المدافع، مما سيفتح الطريق أمام قوافل شاحنات الإمدادات للوصول إلى مدينة القدس. وبعدما انتقل 150 جنديًّا إسرائيليًّا من كيبوتس هولدا وصولًا إلى مراكز القيادة العامة للواء هارئيل الواقعة بالقرب من قرية أبو غوش، تبيَّن أنه من الممكن تعديل «طريق الغزال» الذي سَلَكُوه ليصبح خَفِيًّا عن قلعة اللطرون، وليستطيع استيعاب مرور المَرْكَبَات.
كانت المشكلة الرئيسة هي وجود جزء شديد الانحدار في الطريق، ويقع ذلك الجزء في بداية الصُّعود المتوجه إلى قَرْيَتَيْ بيت محسير وساريس. وبعد أسبوعين من بداية بناء الطريق، وصلت بعض الإمدادات إلى ذلك الجزء المُنْحَدِرْ، ولأن المركبات لا تستطيع العبور خلاله، حَمَل 200 رجل من الحَرَس الوطني الإسرائيلي (المِشْمَار هَعَام) تلك الإمدادات على ظهور البغال وأكملوا الأميال الثلاثة الباقية وصولًا إلى مدينة القدس. كان معظم هؤلاء الرجال جنودًا في الخمسينيات من أعمارهم يحمل كل واحد منهم 45 رطلًا ويقومون بتلك الرحلة مرَّتَيْن في الليلة. واستمر الأمر كذلك لمدة خَمْس ليالٍ.
وفي لَيْلَة 30-31 مايو، فَشِلَت المركبات الإسرائيلية في محاولتها صعود المنحدر، حيث أن أولى المَرْكَبَات قد انْقَلَبَتْ أثناء محاولتها العبور، فأُجْرِيَت مجموعة من التحسينات الصغيرة على الطريق، ونجحت المحاولة الثانية للعبور في الليلة التالية، حيث نجحت مجموعة من المركبات في الوصول إلى القدس. وفي ليلة 1-2 يونيو عَادَتْ تلك المركبات ومعها وَفْد من يهود القدس مُتَوَزِّعُون في ثلاث مركبات جِيب. وذهب ذلك الوفد إلى تل أبيب لتنظيم إرسال قافلة إمدادات إلى القدس، ثم عادوا إلى المدينة في الليلة التالية. ولكن الطريق كان لا يزال غير صالح لمرور المركبات بشكل فَاعِل، حيث أنه كان لا بُدّ من دَفْعِها يدويًّا لمسافات طويلة من الطريق. واستُخْدِم العَتَّالُون الإسرائيليون بالإضافة إلى الحمير لنقل الإمدادات إلى القدس خلال أجزاء الطريق التي لا تستطيع المركبات عبورها، وفي تلك الأثناء عَمِلَت الجَرَّافَات وعُمَّال البناء على إزاحة أجزاء من الطريق بحيث تصبح خارج نطاق رؤية المدفعية الأردنية، كما أنهم عملوا على توسيعه. لَاحَظ أفراد الجيش العربي النشاط الإسرائيلي، فقَصَفَت المدفعية الأردنية طريق بورما، ولكن ذلك كان بلا جدوى، حيث أن الطريق لم يكن على مرأى منها. وقتل القَنَّاصُون العرب عدة أشخاص من العاملين على بناء الطريق، كما أن هجومًا وَقَع في 9 يونيو أَسْفَر عن مقتل 9 إسرائيليين.
وبعد 3 أسابيع من أعمال البناء، في 10 يونيو تحديدًا، فُتِح الجزء شديد الانحدار من الطريق في وجه المركبات بالرغم من أنها كانت لا تزال تحتاج إلى مساعدة من الجَرَّارات (التراكتورات) كي تستطيع صعود ذلك الجزء، مما يعني أن الطريق أصبح قادرًا على تمرير قافلة إمدادات وإيصالها إلى القدس دون الحاجة إلى مغادرة المركبات، كان ذلك بتاريخ 10 يونيو، أي خلال فترة الهدنة التي فَرَضَتْها الأمم المتحدة، ولكن الطريق كان يحتاج إلى إصلاحات لأن مرور المركبات أدى إلى إحداث صدوع فيه. واكتمل العمل على الطريق بشكل نهائيّ في 14 يونيو، وجرى تمديد أنابيب ماء وبترول على طوله وصولًا إلى اليهود في القدس. وكان عاموس حوريف -رئيس سابق للتخنيون- هو ضابط العمليات المسؤول عن تشييد الطريق، وقد كان له دور أساسي في إتمام ذلك. وبحلول نهاية يونيو، كانت قافلة الإمدادات الليلية تنقل ما معدله 100 طن من الإمدادات في الليلة. كتب هاري ليفين في مذكراته أنه في 7 يونيو كان يصل إلى القدس ما مقداره 12 طنًّا من الإمدادات في الليلة، ولكن اليهود في المدينة كانوا في حاجة إلى 17 طنًّا يوميًّا. ثم كتب أنه قد وصلت 8,000 شاحنة إمدادات في فترة الهدنة الأولى الممتدة من 11 يونيو وحتى 7 يوليو. وبقي طريق بورما مَوْرِد الإمدادات الوحيد الخاص بالمدينة لعدة أشهر، واستمر كذلك حتى افتتاح ما يسمى طريق البُطُولَة (كفيش هاغيفوراه).